# Robin Davis
Robin Davis né le 29 mars 1943 à Marseille, est un réalisateur français.

## Biographie
Robin Davis est né Robert Israël à Marseille, d'un père mort en déportation. Il passe son enfance à Metz chez ses grands-parents puis rejoint sa mère à Paris, lorsque celle-ci se remarie. Il prend le nom de son beau-père, Davis, et le pseudonyme Robin au lieu de Robert.
Après des petits boulots sur des projets d'Yves Ciampi et Alain Cuniot il commence véritablement sa carrière dans le cinéma en tant qu’assistant réalisateur de Georges Lautner. Il apprend à ses côtés le métier ainsi que les différentes étapes de la fabrication d'un film. Il sera également 1er assistant réalisateur des deux premiers films du réalisateur engagé Claude Faraldo.
En 1975, Robin Davis écrit et réalise son premier long métrage :  Ce cher Victor, avec Bernard Blier et Jacques Dufilho. Le film est en sélection officielle au Festival de Cannes 1975.
Robin Davis se dirige ensuite vers le cinéma policier. Il réalise en 1979 La Guerre des polices qui rencontre un large succès public (plus de 1.700.000 entrées en France). Claude Brasseur obtient le César du meilleur acteur pour son rôle de commissaire de l'antigang.
Après ce succès, Robin Davis réunit dans un nouveau polar Alain Delon et Catherine Deneuve dans Le Choc (1982) qui réalise plus de 1.500.000 entrées.
En 1983, Robin Davis réalise J'ai épousé une ombre, avec Nathalie Baye qui sera nommée pour le César de la meilleure actrice. Le film rassemble plus de 2.500.000 spectateurs .
Robin Davis tourne ensuite Hors-la-loi (1985) qui met en avant des jeunes comédiens tels que Clovis Cornillac (dans sa première apparition au cinéma) et Isabelle Pasco.
En 1990, Robin Davis réalise La Fille des collines avec Florent Pagny et Tchéky Karyo. Son dernier film pour le cinéma à ce jour. Il se dirige ensuite vers la télévision.

## Filmographie

### Réalisateur
Court-métrage
- 1972 : Une méchante petite fille

#### Long-métrage Cinéma
- 1975 : Ce cher Victor, avec Bernard Blier, Jacques Dufilho
- 1979 : La Guerre des polices, avec Claude Brasseur, Marlène Jobert, Claude Rich, François Périer
- 1982 : Le Choc, avec Alain Delon, Catherine Deneuve
- 1983 : J'ai épousé une ombre, avec Nathalie Baye, Francis Huster, Richard Bohringer, Madeleine Robinson
- 1985 : Hors-la-loi, avec Clovis Cornillac, Isabelle Pasco
- 1989 : La Fille des collines, avec Nathalie Cardone, Florent Pagny, Tchéky Karyo

#### Télévision (sélection)
- 1989 : Mary de Cork, avec Valérie Mairesse, Bernard-Pierre Donnadieu
- 1991 : Le Voyageur (The Hitchhiker), avec Page Fletcher, Laura Favali
- 1992 : Force de frappe (Counterstrike), avec Christopher Plummer, Cyrielle Clair
- 1993 : La Rage au cœur, avec Clémentine Célarié, Christine Boisson
- 1994 : Highlander, avec Adrian Paul, Alexandra Vandernoot
- 1998 : Les Rives du Paradis, avec Richard Bohringer, Julien Boisselier
- 1998 : Le Frère Irlandais, avec Victor Lanoux, Bruno Slagmulder
- 2006 : Jeanne Poisson, marquise de Pompadour, avec Hélène de Fougerolles, Vincent Perez
- 2008 : Disparitions, avec Agathe de La Boulaye, Jérôme Bertin
- 2011 : Bas les cœurs, avec Urbain Cancelier, Bruno Lochet, Popeck
- 2016 : Le Chapeau de Mitterrand, avec Roland Giraud, Frédéric Diefenthal

### Assistant-réalisateur
- 1966 : Ne nous fâchons pas de Georges Lautner
- 1967 : La Grande Sauterelle de Georges Lautner
- 1967 : Fleur d'oseille de Georges Lautner
- 1968 : Le Pacha de Georges Lautner
- 1970 : La Route de Salina de Georges Lautner
- 1971 : Bof... Anatomie d'un livreur de Claude Faraldo
- 1973 : Themroc de Claude Faraldo
- 1975 : Hu-Man de Jérôme Laperrousaz

### Réalisateur de seconde équipe
- 1972 :  Il était une fois un flic de Georges Lautner
- 1973 : Quelques messieurs trop tranquilles de Georges Lautner
- 1973 : La Valise de Georges Lautner
- 1974 : Les Seins de glace de Georges Lautner